# Filialkirche Stranig

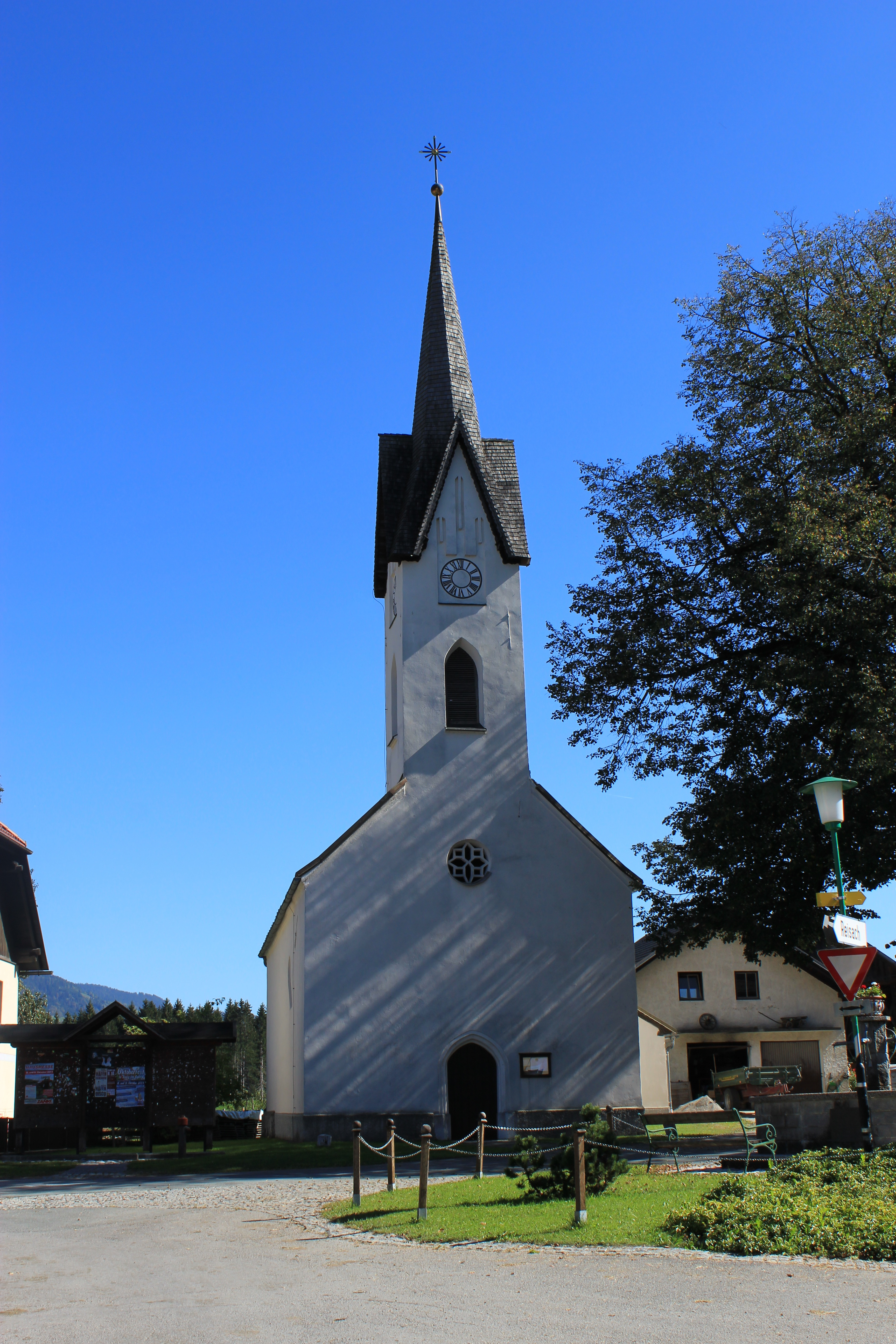

Die Filialkirche Stranig in der kärntischen Gemeinde Kirchbach im Gailtal ist Johannes dem Täufer geweiht. Das zur römisch-katholischen Pfarre Reisach gehörende Gotteshaus war ehemals eine eigenständige Pfarrkirche. Die 1040/1050 erstmals genannte Kirche wurde 1562 erweitert.

## Baubeschreibung
Das ursprünglich romanische Kirchenschiff wurde in der Spätgotik erhöht und verlängert. Das vierjochige Langhaus und der einjochige Chor mit Dreiachtelschluss verschmelzen zu einem einheitlichen Baukörper. An der Südseite ist eine Sakristei angebaut. Der Turm mit einem Spitzgiebelhelm erhebt sich über dem westlichen Wandgiebel. Betreten wird die Kirche durch das spitzbogige, profilierte Westportal, dessen Tür erneuert wurde.
Im Langhaus und im Chor ruht ein Kreuzgratgewölbe auf zarten, profilierten Wandvorlagen. Der rundbogige Triumphbogen ist über dem Scheitel mit dem Baujahr 1562 sowie den Restaurierungsdaten 1842, 1910, 1929 und 1953 bezeichnet. Zwei spitzbogige Fenster im Chorschluss und ein weiteres an der Langhaussüdwand geben dem Kirchenraum Licht. Ein Portal mit geradem Sturz bildet den Zugang zur quadratischen, kreuzgratgewölbten Sakristei. Die zwei massigen, quadratischen Pfeiler im Eingangsjoch bilden den Turmunterbau. Im Joch davor steht die barocke Holzempore auf Holzsäulen. Das Wandgemälde an der Chorsüdwand mit der Darstellung des armen Lazarus stammt vom Ende des 16. Jahrhunderts.

## Einrichtung
Der um 1670/1680 gefertigte Hochaltar besteht aus einer Ädikula über kleinem Sockel, einem gesprengten Volutengiebel mit kleiner Ädikula als Aufsatz und einem Rokokotabernakel. Das Mittelbild aus dem 19. Jahrhundert zeigt Johannes den Täufer, das Aufsatzbild aus dem 17. Jahrhundert Christus. Seitlich stehen auf Konsolen die Statuen der Märtyrer Stephanus und Laurentius.
Der linke Seitenaltar vom Ende des 17. Jahrhunderts trägt die Figur des heiligen Josef, die von den Statuen der Heiligen Florian und Johannes Nepomuk flankiert wird.
Der Korb der Kanzel aus dem letzten Viertel des 18. Jahrhunderts ist am Boden aufgestellt. Die Orgel erbaute laut Inschrift 1762 „Elias Protzer in Fillach“ (Anm. Elias Pratzer). Ein barocker Taufstein mit kleinfiguriger Taufgruppe, eine Muttergottesstatue vom Ende des 17. Jahrhunderts sowie spätbarocke bäuerliche Kreuzwegbilder ergänzen die Ausstattung der Kirche.